# Sharmell Sullivan
Sharmell Sullivan (Gary, 2 novembre 1970) è un'ex ballerina, ex wrestler ed ex manager di wrestling statunitense.

## Biografia
Sharmell Sullivan è stata la miglior diplomata del suo liceo e si è laureata presso lo Spelman College di Atlanta (Georgia) nel 1997.
Nel 1990, all'età di soli vent'anni, ha vinto il concorso Miss Black America, a cui era giunta come Miss Black Indiana.
Dopo la vittoria, ha iniziato una breve carriera da ballerina, facendo tour con artisti hip-hop e R&B del calibro di James Brown.

## Carriera

### World Championship Wrestling (1999–2001)
Sharmell Sullivan arrivò nella World Championship Wrestling nel 1999 come una delle cosiddette Nitro Girls. Quando le Nitro Girls cominciarono ad essere molto impiegate nelle storyline, Sharmell divenne valletta di The Artist sotto il nome di Paisley. Fece il suo debutto in un match singolo il 26 aprile 2000, battendo Tammy Lynn Sytch in una puntata di Thunder.
Quando The Artist venne svincolata dalla WCW, lei divenne valletta di Kwee Wee. Si alleò inoltre con un'altra Nitro Girl, Tygress, e con questa lottò spesso contro Major Gunns.
Durante gli anni della sua permanenza nella WCW, Paisley fece parte del gruppo pop Diversity 5 assieme ad altre quattro Nitro Girl (Fyre, Spice, Chae e Tygress). Quando nel 2001 passò alla WWF, il suo posto fu preso dalla Nitro Girl Chiquita Anderson.

### Ohio Valley Wrestling (2001–2002)
Poco prima dell'acquisto della WCW da parte della World Wrestling Federation, lasciò la WCW e firmò un contratto di sviluppo con la WWF. Venne trasferita alla Ohio Valley Wrestling, federazione satellite della WWF, per migliorare sia dal punto di vista fisico che di entertainment, in vista di un suo lancio come wrestler. Fece da valletta ai Suicide Blondes, utilizzando il ring name di "Sister Sharmell" ed indossando una lunga parrucca bionda. Nel frattempo fece sporadiche apparizioni a SmackDown come intervistatrice nel backstage, usando il suo vero nome. Le sue apparizioni subirono una brusca frenata per un infortunio al ginocchio che la tenne lontana dal ring per molto tempo e che le fece abbandonare definitivamente l'idea di lottare.

### World Wrestling Entertainment (2005–2007)

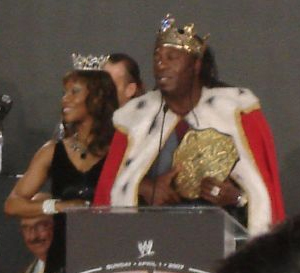
Sharmell e Booker T nel 2006

Passò in pianta stabile nel main roster della World Wrestling Entertainment nel 2005 come valletta del marito Booker T. Insieme presero parte ad un feud contro Kurt Angle, che prevedeva che il campione olimpico la molestasse sessualmente. Alla fine divenne heel, iniziando ad intervenire nei match di Booker senza che lui apparentemente se ne accorgesse. Con gli interventi irregolari di Sharmell, Booker riuscì a strappare il WWE United States Championship a Chris Benoit. Ciò portò al turn heel di Booker T, che confessò di essere sempre stato a conoscenza degli interventi di Sharmell.
Booker T e Sharmell iniziarono un feud con The Boogeyman il quale, durante un match a WrestleMania 22, baciò Sharmell mentre aveva la bocca piena di vermi.
Dopo la vittoria di Booker T a King of the Ring 2006, i due cambiarono nome in "King Booker" e "Queen Sharmell", ricorrendo ad una gimmick che prevede atteggiamenti pomposi e l'utilizzo di un accento inglese.
Il 6 aprile 2007, in una puntata di Smackdown, Sharmell accusò il marito di essere un fallimento per non essere riuscito a battere Matt Hardy e dicendogli di non aver più attenzioni nell'onorarla. Quella stessa notte e per fare colpo su Sharmell, Booker T attaccò il World Heavyweight Champion The Undertaker che a sua volta reagì sbattendolo con una Tombstone Piledriver sul tavolo dei commentatori e provocandogli un serio infortunio al collo che lo tenne lontano dal ring per diversi mesi.
Sharmell fu trasferita assieme a King Booker dal roster di SmackDown a quello di Raw in seguito alla draft lottery svoltasi l'11 giugno 2007 durante una puntata di Raw.
Il 16 ottobre 2007, la WWE annunciò sul suo sito la fine della collaborazione con Sharmell e King Booker.

### Total Nonstop Action (2007–2009)

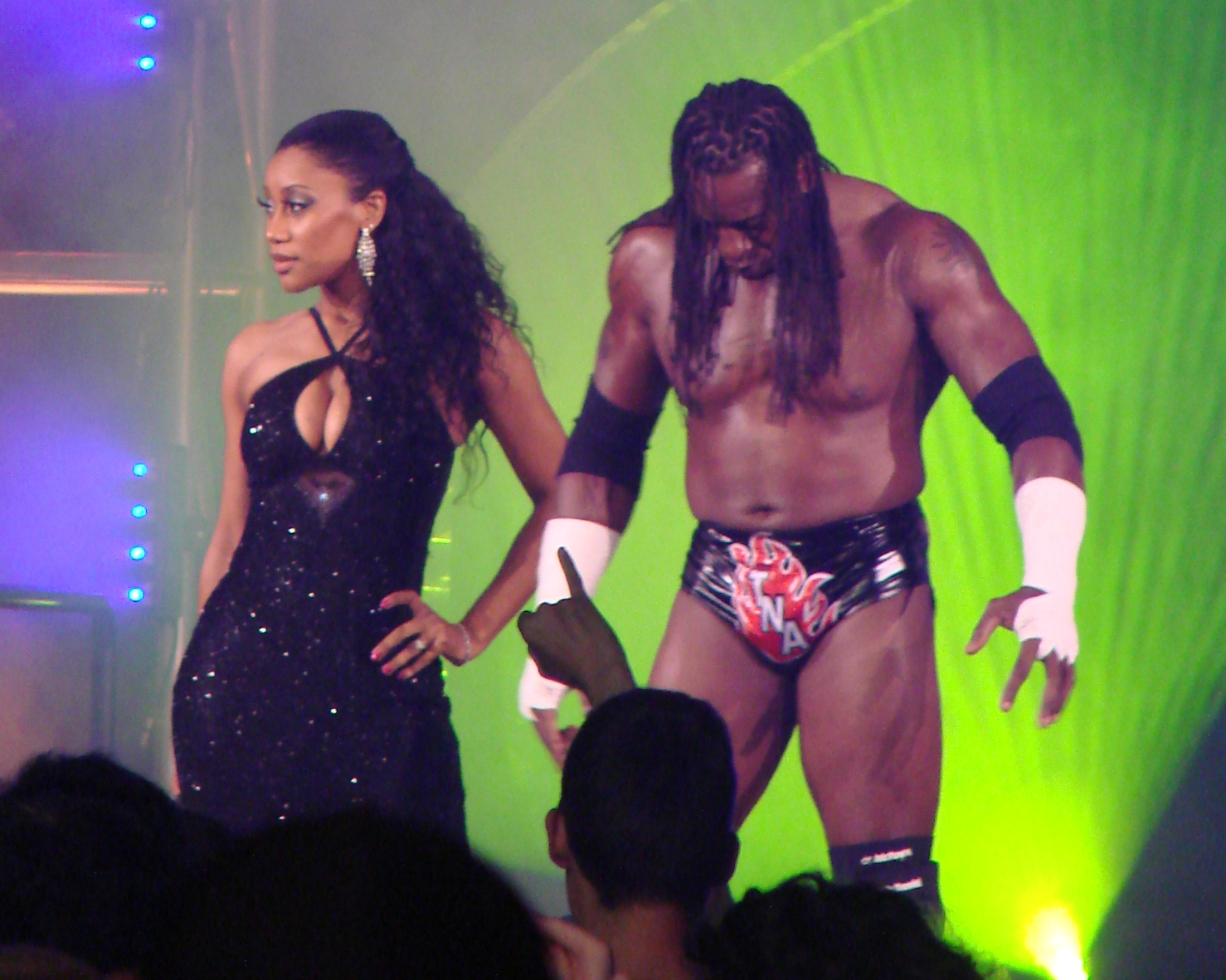
Sharmell e Booker T nel 2008

Il suo esordio in TNA avviene l'11 novembre 2007 durante Genesis nel match per l'assegnazione del TNA World Heavyweight Championship; in quest'occasione la nuova gimmick assegnatale prevede che attacchi Karen Angle la quale, in precedenza, aveva sostenuto che in TNA il ruolo di "Regina" spettasse soltanto a lei.
Il 6 gennaio 2008, durante Final Resolution, Sharmell e Booker T combattono insieme contro il tag team formato da Robert Roode e Ms. Brooks vincendo il match, dopo aver schienato quest'ultima con un roll-up. Dopo l'assegnazione della vittoria, il kayfabe della puntata prevede che lei torni sul ring per difendere Ms. Brooks dalle minacce di Roode (il quale la stava incolpando della sconfitta) e rimediare un pugno sul viso che, rompendole la mandibola, costringe Sharmell a restare lontana dal ring per lungo tempo. Farà il suo ritorno durante Destination X dello stesso anno per frustare (assieme a Booker T) proprio Robert Roode e la sua nuova valletta Ms. Payton Banks e poi vincere ancora, e contro gli stessi avversari, anche durante Lockdown del 13 aprile.
Sharmell rimane ancora inattiva per qualche tempo prima di ritornare in pubblico durante Victory Road ed aiutare Booker T a non subire un conteggio da schienamento inflittogli da Samoa Joe e permettergli in seguito di vincere il titolo di TNA World Heavyweight Championship.
Nell'ottobre 2008, quando Booker T entra a far parte della Main Event Mafia, lei rimane al suo fianco e diventa una delle vallette del gruppo.
Nell'edizione di Impact del 20 novembre viene sfidata da ODB e, durante Final Resolution, insieme ai due membri femminili di The Beautiful People (Velvet Sky e Angelina Love), perde il match contro il tag team avversario (Taylor Wilde, Roxxi e la stessa ODB).
Nella puntata di Impact del 28 maggio 2009, dopo numerosi battibecchi già avvenuti in precedenza, Sharmell, giunta all'ennesima lite con un'altra valletta della MEM (Jenna Morasca), decide di sfidare quest'ultima in un match a Victory Road dove perde, venendo schienata, anche a causa dell'intervento in suo sfavore di Awesome Kong.
Nell'estate del 2009, Sharmell incontra ancora Awesome Kong (in tag team con Raisha Saeed) in una delle eliminatorie del TNA Knockout Tag Title e perde, insieme a Traci Brooks.
Sharmell fa la sua ultima apparizione nel wrestling nel corso del Bound for Glory avvenuto nell'ottobre del 2009.

### WWE Hall of Fame (2022)
Il 14 marzo 2022 viene annunciata la sua introduzione nella WWE Hall of Fame.

## Vita privata
Sharmell è sposata col wrestler Booker T, i due si incontrano nel periodo in cui entrambi lavoravano presso la WCW e dopo aver condiviso diversi anni di lavoro e vita privata, nel maggio del 2005 si sono realmente sposati. La loro famiglia è composta da un figlio (figlio di Booker T e del suo precedente matrimonio) e da due gemelli figli della coppia.

## Personaggio

### Mosse finali
- DDT
- Scoop slam

### Soprannomi
- "Storm"

### Wrestler assistiti
- The Artist
- Booker T
- Derrick King
- Jason Lee
- Kwee Wee
- Meng

## Titoli e riconoscimenti
- Wrestling Observer Newsletter
  - Worst Worked Match of the Year (2009) – vs. Jenna Morasca
- World Wrestling Entertainment
  - Hall of Fame (2022)[3]